# Annalen van de Cakchiquels
De Annalen van de Cakchiqueles (ook wel bekend als (Anales de los Cakchiqueles), Anales de los Xahil, Memorial de Tecpán-Atitlán of Memorial de Sololá) is een manuscript dat in de 16e eeuw werd geschreven in het Kaqchikel door leden van de Xahil-clan, waaronder Francisco Hernández Arana Xajilá (van 1560 tot 1583) en diens kleinzoon, Francisco Rojas (van 1583 tot 1604).
Het document werd oorspronkelijk bewaard in Sololá, een plaats in de buurt van het meer van Atitlán, tot het in 1844 werd teruggevonden in de archieven van het San Francisco de Guatemala-klooster. In 1855 werd het manuscript vertaald door de abt Brasseur de Bourbourg (die tevens de Rabinal Achí uit het K'iche' heeft vertaald).
Het manuscript bevat de geschiedenis en de mythologie van het Kaqchikel-volk, zoals dat bewaard is gebleven in de orale traditie van de Kaqchiqueles en uiteindelijk door leden van de Xahil-clan op papier is gezet.